# Calobre
Calobre es un corregimiento y ciudad cabecera del distrito de Calobre en la provincia de Veraguas, República de Panamá. El nombre de "Calobre" le fue en honor al cacique que reinaba estas tierras. Cuenta con una población de 2.514 habitantes de acuerdo a los datos del último censo realizado en la República de Panamá (2010). Calobre es una ciudad viva y hermosa que es bien conocida por su producción de sandía. Las principales actividades son la agricultura y el turismo.

## Agricultura

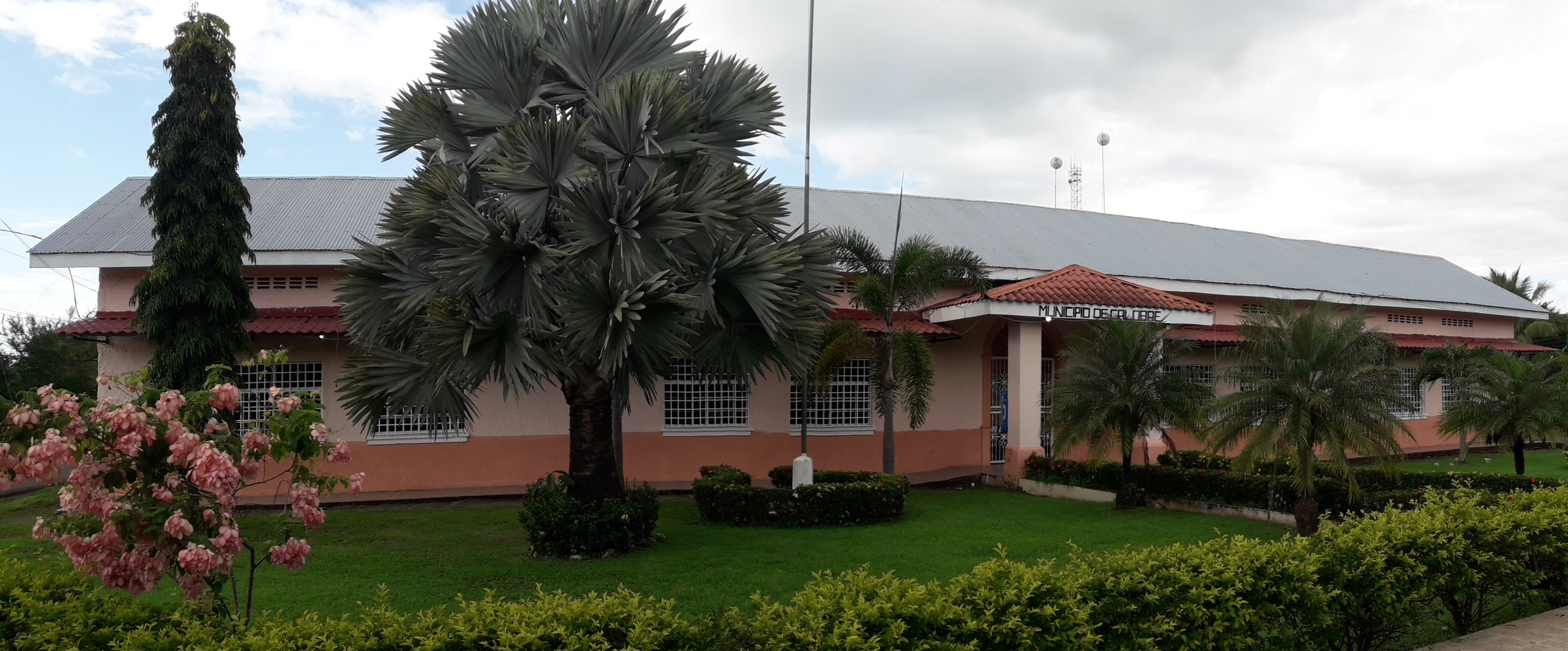
Palacio Municipal de Calobre.

La producción de sandía en esta región es la mejor de Panamá gracias a sus tierras y ríos que conforman el ambiente perfecto para su crecimiento. Además de sandía, Calobre también produce naranja, mandarina, pomelo, limón, melón, papaya, mamey, marañón, zanahoria, tomate, lechuga, pepinos, etc. Muchos de ellos se exportan.

## Turismo
A finales del mes de enero este pueblo tiene la "Feria de la sandía", en donde sus habitantes promocionan y venden artesanías como sombreros, vestidos y otros artículos de la región, y vegetales cultivados en las tierras de Calobre. Los lugareños y residentes de áreas cercanas asisten a este evento también para tomar ventaja de los bajos precios de los productos que se venden en esta feria.
Calobre tiene varios destinos turísticos como la reserva forestal La Yeguada y su laguna, el volcán "Media Luna" y aguas termales. Los turistas suelen acampar en "La Yeguada" y alrededor del volcán "Media Luna", donde las temperaturas son muy agradables. Las aguas termales son también muy visitadas ya que se dice que estas aguas termales nacen de un volcán que hizo erupción una vez. Otro punto a resaltar como turismo es el salto de La Silampa, ubicado en el corregimiento interior de Chitra. Otro atractivo son los cangilones del río San Juan en el Pedregoso.

## Fuente
- World Gazeteer: Panama – World-Gazetteer.com
- Viaje a Calobre

- Datos: Q2792373
- Multimedia: Calobre / Q2792373